# فیلم وان پیس: قرمز
فیلم وان پیس: قرمز (انگلیسی: One Piece Film: Red) یک انیمه ژاپنی و فیلم موزیکال فانتزی اکشن به کارگردانی گورو تانیگوچی و محصول توئی انیمیشن در سال ۲۰۲۲ است.